# Iwan Wassiljewitsch Boldin

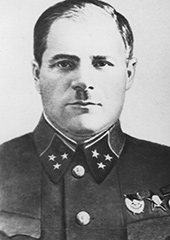
Generaloberst Iwan Wassiljewitsch Boldin

Iwan Wassiljewitsch Boldin (russisch Иван Васильевич Болдин, wiss. Transliteration Ivan Vasiljevič Boldin; * 3.jul. / 15. August 1892greg. in Wyssozkaja bei Insar, Gouvernement Pensa, Russisches Kaiserreich, heute Mordwinien, Russland; † 28. März 1965 in Kiew) war ein sowjetischer Generaloberst, Armeeführer im Zweiten Weltkrieg und 1946 Chef der Sowjetischen Militäradministration (SMAD) in Thüringen.

## Leben
Boldin leistete von 1914 bis 1918 Kriegsdienst im Ersten Weltkrieg. 1918 trat er der Kommunistischen Partei bei und war seit 1919 Berufssoldat der Roten Armee.
Er besuchte von September 1925 bis Juli 1926 die Militärakademie Frunse. Im Oktober 1926 wurde er stellvertretender Kommandeur der 19. Schützendivision in Woronesch und ab November 1928 Führer dieser Division. Außerdem war er von Juni bis November 1929 vorübergehend Kommandeur des 10. Schützenkorps.
Im April 1937 wurde er Kommandeur der 18. Schützendivision in Petrosawodsk im Militärbezirk Leningrad, im folgenden Jahr übernahm er den Befehl über das in Winniza stehende 17. Schützenkorps des Militärbezirks von Kiew. Seit August 1938 führte er die Truppen des neu geschaffenen Militärbezirks Kalinin. Am 7. Oktober 1938 wurde er zum Mitglied des Militärrates des Volksverteidigungskommissars der UdSSR erkannt.
Im September 1939 war er an der sowjetischen Besetzung Ostpolens beteiligt. Seine Kavallerie-mechanische Gruppe (6. Kavalleriekorps und 15. mechanisiertes Korps) besetzte dabei im Zusammenwirken mit dem 5. Schützenkorps (der 4. Armee) die Städte Wolkowysk, Slonim, Nowogrodek, Grodno, Bialystok und Baranowitschi. Nachdem er an einer Inspektionsreise nach Lettland teilgenommen hatte, wurde er im Oktober 1939 zum Kommandeur des Militärbezirks Odessa ernannt. Im Juni 1940 wurde zur Annexion von Bessarabien eine Südfront etabliert, in deren Rahmen die 9. Armee unter seinem Kommando gebildet wurde. Nach dem Ende des Feldzuges wurde die Armee wieder aufgelöst, Boldin wurde im September 1940 im westlichen Sondermilitärbezirk als stellvertretender Befehlshaber eingesetzt.

### Im Vaterländischen Krieg
Zu Beginn des deutschen Überfalles auf die Sowjetunion (Juni 1941) fungierte er als stellvertretender Kommandeur des westlichen Militärbezirks. Er organisierte noch am 22. Juni im Raum Grodno einen ersten Gegenangriff der 10. Armee gegen die vordringenden Verbände der deutschen Panzergruppe 3. Zu seiner Kavallerie-mechanischen Gruppe zählte das 6. und 11. mechanisierte Korps sowie das 6. Kavallerie-Korps.
Seine Einsatzgruppe scheiterte im Angriff, wurde beidseitig umfasst und geriet in den Kessel von Bialystok-Minsk. Boldin kämpfte sich mit etwa 1.500 Mann mehrere hundert Kilometer zu den eigenen Linien durch. Mitte August war er wieder stellvertretenden Kommandeur der Westfront und geriet Anfang Oktober 1941 während der Kesselschlacht von Wjasma neuerlich hinter die feindlichen Linien. Die deutsche Panzergruppe 3 durchbrach die Naht zwischen sowjetischer 19. und 30. Armee und errichtete am 3. Oktober einen Brückenkopf über den Dnjepr. Hier stellte sich ihr die operative Gruppe Boldin (101. motorisierte und 152. Schützendivision, sowie 126., 128., 143. und 147. Panzerbrigade) entgegen und griff am 3. Oktober bei Schirkowski an. Der Ort wechselte zwar mehrfach den Besitzer, aber letztlich mussten sich Boldins Truppen zurückziehen. Erst am 5. November erreichte Boldin verwundet die eigenen Linien. Am 22. November 1941 wurde er Nachfolger des verhafteten Generals Arkadi Jermakow und übernahm den Oberbefehl über die  50. Armee, welche im Raum Tula gegen die deutsche Panzergruppe 2 verteidigte. Am 24. und 25. November führten seine Truppen Abwehrkämpfe um Venew und 25. November und im Raum östlich von Kaschira. Im Dezember nahm die 50. Armee an den Gegenoffensiven von Tula (6. bis 16. Dezember) und Kaluga (17. Dezember 1941 bis 5. Januar 1942) teil.
Zwischen 1942 und 1943 waren die Truppen der 50. Armee im Raum Kirow an der Westfront stationiert. Im Sommer 1944 nahmen seine Truppen an der Operation Bagration teil, er selbst wurde am 15. Juli 1944 zum Generaloberst befördert. Die bei der 2. Weißrussischen Front eingesetzte 50. Armee ging nach den Vormarsch über Bialystok im Herbst 1944 im Raum Augustów zum Stellungskrieg über. Im Februar 1945 wurde er wegen schlechter Koordination seiner Armee in der Schlacht um Ostpreußen auf Betreiben des Frontkommandeurs Rokossowski als Armeeführer abberufen. Von März bis Mai 1945 fungierte er während der Wiener Operation unter Marschall Tolbuchin als Stellvertretender Befehlshaber der 3. Ukrainischen Front und erhielt hierfür zum Kriegsende die Medaillen „Sieg über Deutschland“ und „Für die Einnahme Wiens“.
Ab Juni 1946 war Boldin Chef der SMAD in Thüringen, danach von Juli 1946 bis März 1951 Befehlshaber der 8. Gardearmee. 1958 bis 1965 war er Konsultant beim Verteidigungsministerium der Sowjetunion. Boldin wurde mit dem Lenin- und dem Rotbannerorden ausgezeichnet.